# Уингер, Кара
Кара Эстель Уингер (англ. Kara Estelle Patterson; род. 10 апреля 1986, Сиэтл, Вашингтон), в девичестве Паттерсон (англ. Patterson) — американская легкоатлетка, специалистка по метанию копья. Выступает на профессиональном уровне с середины 2000-х годов, обладательница серебряной медали чемпионата мира, чемпионка Панамериканских игр, многократная победительница и призёрка первенств национального значения, действующая рекордсменка США, участница четырёх летних Олимпийских игр.

## Биография
Кара Паттерсон родилась 10 апреля 1986 года в Сиэтле, штат Вашингтон.
Занималась лёгкой атлетикой во время учёбы в старшей школе Skyview High School в Ванкувере, затем поступила в Университет Пердью, где изучала диетологию, фитнес и здоровье человека. Состояла в университетской легкоатлетической команде Purdue Boilermakers, с которой регулярно выступала на различных студенческих соревнованиях, в частности неоднократно принимала участие в чемпионате Национальной ассоциации студенческого спорта (NCAA).
В 2004 году предприняла попытку пройти отбор на Олимпийские игры в Афинах, но на отборочном чемпионате в Сакраменто показала лишь 19-й результат.
В 2005 году выиграла серебряную медаль на панамериканском юниорском первенстве в Уинсоре.
В 2006 году стала седьмой на молодёжном первенстве Северной Америки, Центральной Америки и Карибского бассейна в Санто-Доминго. Здесь познакомилась с американским метателем Расселлом Уингером — позднее вышла за него замуж и взяла его фамилию.
В 2008 году одержала победу на чемпионате США, прошедшем в рамках национального олимпийского отборочного турнира в Юджине. Благодаря этой победе вошла в основной состав американской сборной и удостоилась права защищать честь страны на летних Олимпийских играх в Пекине — на предварительном квалификационном этапе метнула копьё на 54,39 метра, чего оказалось недостаточно для выхода в финал.
В 2009 году метала копьё на чемпионате мира в Берлине, в финал не вышла.
В 2010 году победила на чемпионате США в Де-Мойне, установив при этом национальный рекорд США — 66,67 метра.
В 2011 году участвовала в чемпионате мира в Тэгу, выйти в финал не смогла.
На Олимпийских играх 2012 года в Лондоне в программе метания копья показала результат 56,23 метра, в финал не квалифицировалась.
Вынуждена была пропустить ряд соревнований из-за травмы передней крестообразной связки, в том числе не прошла отбор на чемпионат мира в Москве.
В 2014 году уже провела полноценный сезон, среди прочего заняла седьмое место на Континентальном кубоке IAAF в Марракеше.
В 2015 году завоевала серебряную награду на Панамериканских играх в Торонто, превзошла всех соперниц на чемпионате Северной Америки, Центральной Америки и Карибского бассейна в Сан-Хосе, стала восьмой на чемпионате мира в Пекине.
Принимала участие в Олимпийских играх 2016 года в Рио-де-Жанейро — на предварительном квалификационном этапе метнула копьё на 61,02 метра и в финал не вышла.
В 2017 году участвовала в чемпионате мира в Лондоне.
В 2018 году стала второй на Кубке мира в Лондоне, третьей на Континентальном кубке IAAF в Остраве.
В 2019 году превзошла всех соперниц на Панамериканских играх в Лиме и в матчевой встрече со сборной Европы в Минске, заняла пятое место на чемпионате мира в Дохе.
В 2021 году на Олимпийских играх в Токио во время квалификационных попыток метания копья показала результат 59,71 метра и на этом выбыла из борьбы за медали. Являлась знаменосцем американской команды на Церемонии закрытия Игр.
В 2022 году завоевала серебряную награду на домашнем чемпионате мира в Юджине, была лучшей на чемпионате Северной Америки, Центральной Америки и Карибского бассейна во Фрипорте, тогда как на Мемориале Ван Дамме в Брюсселе обновила национальный рекорд в метании копья до 68,11 метра.